# 平針南
平針南（ひらばりみなみ）は、愛知県名古屋市天白区の地名。現行行政地名は平針南一丁目から平針南四丁目。住居表示は実施されていない。

## 地理
名古屋市天白区の南東部位置し、北東に向が丘、西に中平、南西と南東に天白町大字平針、南に緑区神の倉と緑区東神の倉と接する。

## 歴史

### 沿革
- 1965年（昭和40年）4月1日 - 愛知県運転免許試験場が当地に移転する[1]。
- 2004年（平成16年）10月9日 - 天白区天白町大字平針字黒石および緑区鳴海町字神ノ倉の各一部により、天白区平針南四丁目が成立する[WEB 1]。
- 2005年（平成17年）10月11日 - 天白区平針南一丁目が同区天白町大字平針字黒石・字細口下の一部により、平針南二丁目が天白町大字平針字黒石・字細口下・字向之山の各一部により、平針南三丁目が天白町大字平針字黒石・字細口下の各一部により、平針南四丁目が天白町大字平針字黒石の一部によりそれぞれ成立する[WEB 7]。

## 世帯数と人口
2019年（平成31年）1月1日現在の世帯数と人口は以下の通りである。
| 丁目         | 世帯数    | 人口    |
| ------------ | --------- | ------- |
| 平針南一丁目 | 573世帯   | 1,208人 |
| 平針南二丁目 | 746世帯   | 1,575人 |
| 平針南三丁目 | 267世帯   | 553人   |
| 平針南四丁目 | 401世帯   | 1,078人 |
| 計           | 1,987世帯 | 4,414人 |

### 人口の変遷
国勢調査による人口の推移
| 2005年（平成17年） | 392人   | [ WEB 8 ]  |  |
| 2010年（平成22年） | 4,541人 | [ WEB 9 ]  |  |
| 2015年（平成27年） | 4,373人 | [ WEB 10 ] |  |

## 学区
市立小・中学校に通う場合、学校等は以下の通りとなる。また、公立高等学校に通う場合の学区は以下の通りとなる。
| 丁目         | 番・番地等 | 小学校                 | 中学校               | 高等学校 |
| ------------ | ---------- | ---------------------- | -------------------- | -------- |
| 平針南一丁目 | 全域       | 名古屋市立平針南小学校 | 名古屋市立平針中学校 | 尾張学区 |
| 平針南二丁目 | 全域       | 名古屋市立平針南小学校 | 名古屋市立平針中学校 | 尾張学区 |
| 平針南三丁目 | 全域       | 名古屋市立平針南小学校 | 名古屋市立平針中学校 | 尾張学区 |
| 平針南四丁目 | 全域       | 名古屋市立平針南小学校 | 名古屋市立平針中学校 | 尾張学区 |

## 施設

### 平針南一丁目
- 細口池公園

1986年（昭和61年）11月1日供用開始。
- 平針黒石公園

1989年（平成元年）4月1日供用開始。
- 名古屋市立上ノ池保育園
- 平針南コミュニティセンター

### 平針南二丁目
- 名古屋あかつき幼稚園

1965年（昭和40年）5月1日開園。
- 三ケ月山第一公園

2009年（平成21年）11月7日供用開始。
- 平針第一公園

1980年（昭和55年）4月1日供用開始。
- 平針第二公園

1980年（昭和55年）4月1日供用開始。
- 名古屋南平針郵便局
- トップワン平針店

### 平針南三丁目

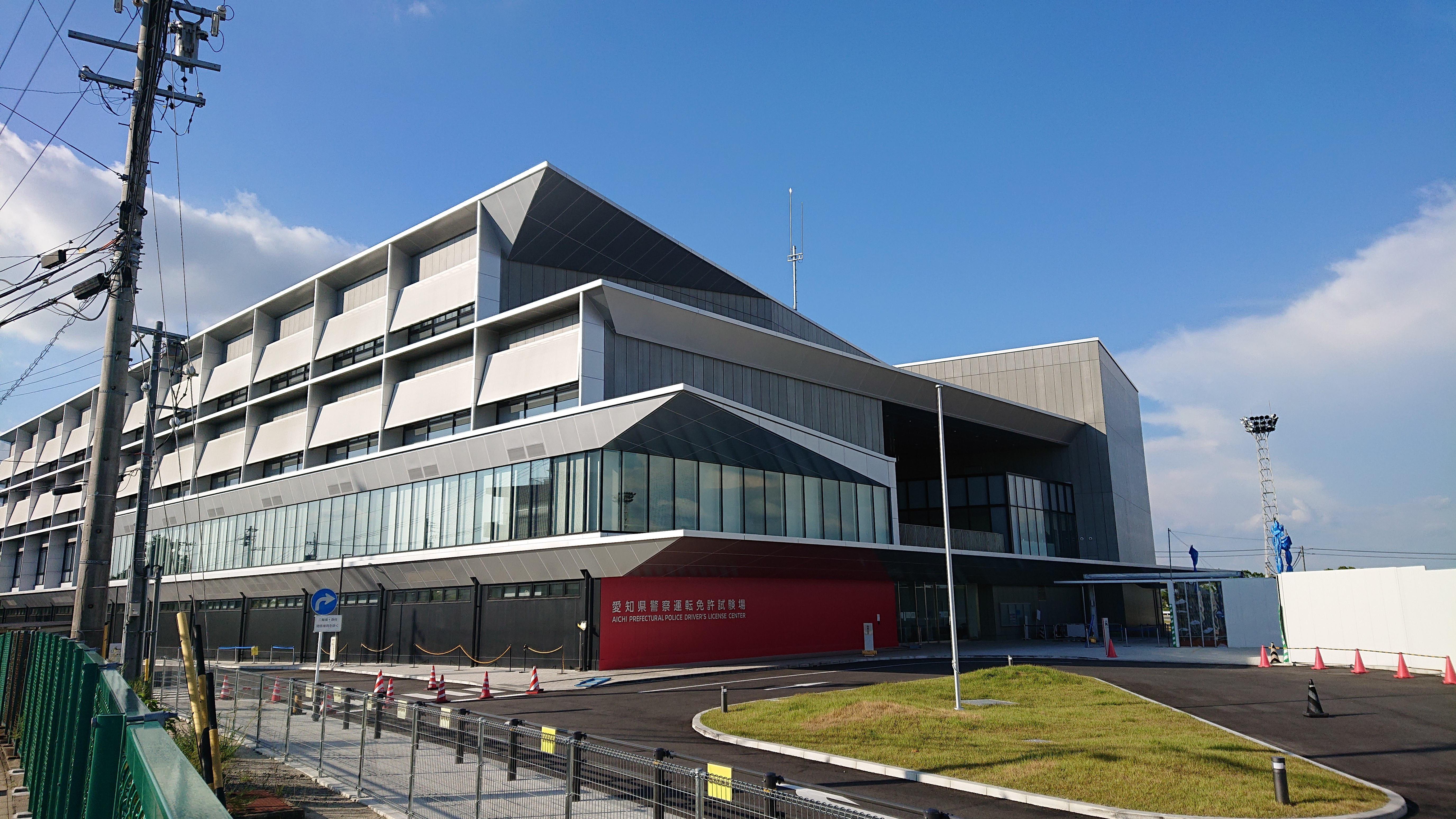
愛知県運転免許試験場
- 平針住宅

- 愛知県運転免許試験場

### 平針南四丁目
- 名古屋市立平針南小学校
- 三ケ月山第二公園

2009年（平成21年）11月7日供用開始。

## その他

### 日本郵便
- 郵便番号 : 468-0020[WEB 4]（集配局：天白郵便局[WEB 15]）。

### WEB
1. 1 2  名古屋市役所 市民経済局地域振興部住民課町名表示係 (2013年6月6日). “緑区・天白区の一部で区界及び町名・町界変更を実施(平成16年10月9日実施)”.   名古屋市. 2018年1月18日閲覧。
2. 1 2  “愛知県名古屋市天白区の町丁・字一覧”.   人口統計ラボ. 2017年10月7日閲覧。
3. 1 2  “町・丁目(大字)別、年齢(10歳階級)別公簿人口(全市・区別)”.   名古屋市 (2019年1月23日). 2019年1月23日閲覧。
4. 1 2  “郵便番号”.  日本郵便. 2019年2月10日閲覧。
5. ↑  “市外局番の一覧”.   総務省. 2019年1月6日閲覧。
6. ↑  名古屋市役所市民経済局地域振興部住民課町名表示係 (2015年10月21日). “天白区の町名一覧”.   名古屋市. 2017年10月7日閲覧。
7. ↑  名古屋市役所 市民経済局地域振興部住民課町名表示係 (2013年6月6日). “名古屋市天白区の一部で町名・町界変更を実施(平成17年10月11日実施)”.   名古屋市. 2018年1月18日閲覧。
8. ↑  名古屋市役所総務局企画部統計課統計係 (2007年6月29日). “平成17年国勢調査　名古屋の町(大字)別・年齢別人口 天白区” (xls). 2017年10月8日閲覧。
9. ↑  名古屋市役所総務局企画部統計課統計係 (2012年6月29日). “平成22年国勢調査　名古屋の町(大字)別・年齢別人口 天白区” (xls). 2017年10月8日閲覧。
10. ↑  名古屋市役所総務局企画部統計課統計係 (2017年7月7日). “平成27年国勢調査　名古屋の町(大字)別・年齢別人口” (xls). 2017年10月8日閲覧。
11. ↑  “市立小・中学校の通学区域一覧”.   名古屋市 (2018年11月10日). 2019年1月14日閲覧。
12. ↑  “平成29年度以降の愛知県公立高等学校（全日制課程）入学者選抜における通学区域並びに群及びグループ分け案について”.   愛知県教育委員会 (2015年2月16日). 2019年1月14日閲覧。
13. 1 2 3 4 5 6  “都市公園の名称、位置及び区域並びに供用開始の期日” (2019年5月1日). 2019年11月3日閲覧。
14. ↑  “名古屋あかつき幼稚園”.   学校法人暁学園. 2020年1月18日閲覧。
15. ↑  郵便番号簿 平成29年度版 - 日本郵便. 2019年02月10日閲覧 (PDF)

### 書籍
1. ↑  愛知県警察本部 1975, pp. 543–546.